# Regering-Ayrault I
De regering-Ayrault I, Frans: Gouvernement Jean-Marc Ayrault I, is de vijfendertigste regering van Frankrijk onder de Vijfde Republiek. De regering-Ayrault I diende na de presidentsverkiezingen van 2012 onder François Hollande, hield het midden tussen links en het politieke centrum, trad op 15 mei 2012 aan en heeft een maand tot 20 juni 2012 geregeerd. De premier was Jean-Marc Ayrault. Hollande slaagde er met de Parti socialiste in bij de kort daarop volgende parlementsverkiezingen een socialistische meerderheid in de Assemblée nationale te krijgen en daarmee de situatie van cohabitation te voorkomen. Zo kon op 20 juni 2012 de regering-Ayrault II beginnen. Veel leden van de regering kwamen uit de Parti socialiste.
| Ambtsbekleder                          | Ambtsbekleder          | Ambtsbekleder                | Ministerie                                 | Ambtstermijn | Ambtstermijn     | Partij  |
| -------------------------------------- | ---------------------- | ---------------------------- | ------------------------------------------ | ------------ | ---------------- | ------- |
|                                        | Jean-Marc Ayrault      | Jean-Marc Ayrault 1950       | Premier                                    | 15 mei 2012  | 31 maart 2014    | PS      |
|                                        | Manuel Valls           | Manuel Valls 1962            | Binnenlandse Zaken                         | 15 mei 2012  | 31 maart 2014    | PS      |
|                                        | Laurent Fabius         | Laurent Fabius 1946          | Buitenlandse Zaken                         | 15 mei 2012  | 11 februari 2016 | PS      |
|                                        | Pierre Moscovici       | Pierre Moscovici 1957        | Financiën                                  | 15 mei 2012  | 31 maart 2014    | PS      |
| Economische Zaken                      | Pierre Moscovici       | Pierre Moscovici 1957        |                                            | 15 mei 2012  | 31 maart 2014    | PS      |
| Buitenlandse Handel                    | Pierre Moscovici       | Pierre Moscovici 1957        | 20 juni 2012                               | 15 mei 2012  |                  | PS      |
|                                        | Jean-Yves Le Drian     | Jean-Yves Le Drian 1947      | Defensie                                   | 15 mei 2012  | 14 mei 2017      | PS      |
|                                        | Christiane Taubira     | Christiane Taubira 1952      | Justitie                                   | 15 mei 2012  | 26 januari 2016  | Walwari |
|                                        |                        | Marisol Touraine 1959        | Volksgezondheid                            | 15 mei 2012  | 14 mei 2017      | PS      |
| Sociale Zaken                          |                        | Marisol Touraine 1959        |                                            | 15 mei 2012  | 14 mei 2017      | PS      |
|                                        |                        | Michel Sapin 1952            | Arbeid en Werkgelegenheid                  | 15 mei 2012  | 31 maart 2014    | PS      |
|                                        |                        | Vincent Peillon 1960         | Onderwijs                                  | 15 mei 2012  | 31 maart 2014    | PS      |
|                                        |                        | Geneviève Fioraso 1954       | Hoger Onderwijs en Wetenschap              | 15 mei 2012  | 31 maart 2014    | PS      |
|                                        |                        | Cécile Duflot 1975           | Huisvesting                                | 15 mei 2012  | 31 maart 2014    | EELV    |
| Ruimtelijke Ordening                   |                        | Cécile Duflot 1975           |                                            | 15 mei 2012  | 31 maart 2014    | EELV    |
|                                        |                        | Stéphane Le Foll 1960        | Landbouw en Agrarische Zaken               | 15 mei 2012  | 17 mei 2017      | PS      |
|                                        |                        | Nicole Bricq 1947            | Ecologie, Duurzame Ontwikkeling en Energie | 15 mei 2012  | 20 juni 2012     | PS      |
|                                        |                        | Marylise Lebranchu 1947      | Publieke Diensten                          | 15 mei 2012  | 11 februari 2016 | PS      |
| Minister voor Bestuurlijke Vernieuwing |                        | Marylise Lebranchu 1947      |                                            | 15 mei 2012  | 11 februari 2016 | PS      |
|                                        |                        | Victorin Lurel 1951          | Overzeese Gebiedsdelen                     | 15 mei 2012  | 31 maart 2014    | PS      |
|                                        |                        | Aurélie Filippetti 1973      | Cultuur en Communicatie                    | 15 mei 2012  | 25 augustus 2014 | PS      |
|                                        |                        | Valérie Fourneyron 1959      | Jeugd en Sport                             | 15 mei 2012  | 31 maart 2014    | PS      |
|                                        | Arnaud Montebourg      | Arnaud Montebourg 1962       | Industriële Zaken                          | 15 mei 2012  | 25 augustus 2014 | PS      |
|                                        | Najat Vallaud-Belkacem | Najat Vallaud- Belkacem 1977 | Emancipatie en Gelijkheid                  | 15 mei 2012  | 25 augustus 2014 | PS      |

| Viceministers    | Viceministers     | Viceministers          | Portefeuille(s)  | Leidinggevend Minister | Ambtstermijn | Ambtstermijn  | Partij(en) |
| ---------------- | ----------------- | ---------------------- | ---------------- | ---------------------- | ------------ | ------------- | ---------- |
|                  | Jérôme Cahuzac    | Jérôme Cahuzac 1952    | Begrotingszaken  | Financiën              | 15 mei 2012  | 20 maart 2013 | PS         |
|                  | Benoît Hamon      | Benoît Hamon 1967      | Consumentenzaken | Financiën              | 15 mei 2012  | 31 maart 2014 | PS         |
| Sociale Economie | Benoît Hamon      | Benoît Hamon 1967      |                  | Financiën              | 15 mei 2012  | 31 maart 2014 | PS         |
|                  | Bernard Cazeneuve | Bernard Cazeneuve 1963 | Europese Zaken   | Buitenlandse Zaken     | 15 mei 2012  | 20 maart 2013 | PS         |
|                  | Yamina Benguigui  | Yamina Benguigui 1955  | Francophonie     | Buitenlandse Zaken     | 15 mei 2012  | 31 maart 2014 | DVG        |

## Ministers-gedelegeerden
De volgende bewindvoerders waren minister-gedelegeerde. Daar waar geen functie staat vermeld valt die samen met die van het ministerie.
| Portret | Naam                   | Functie                                                                | Ministerie         | Partij |
| ------- | ---------------------- | ---------------------------------------------------------------------- | ------------------ | ------ |
|         | George Pau-Langevin    |                                                                        | Onderwijs          | PS     |
|         | Alain Vidalies         | Betrekkingen met het Parlement verantwoordelijk minister               | Premier            | PS     |
|         | Delphine Batho         |                                                                        | Justitie           | PS     |
|         | François Lamy          | Stedenbeleid                                                           | Volkshuisvesting   | PS     |
|         | Michèle Delaunay       | Ouderenzaken                                                           | Sociale Zaken      | PS     |
|         | Sylvia Pinel           | Handel en toerisme                                                     | Industriële Zaken  | PRG    |
|         | Dominique Bertinotti   | Jeugdzaken                                                             | Sociale Zaken      | PS     |
|         | Marie-Arlette Carlotti | Gehandicapten Zaken                                                    | Volksgezondheid    | PS     |
|         | Pascal Canfin          | Ontwikkelingssamenwerking                                              | Buitenlandse Zaken | EELV   |
|         | Frédéric Cuvillier     | Verkeer en maritieme economie                                          | Economische Zaken  | PS     |
|         | Fleur Pellerin         | Kleine en Middelgrote Ondernemingen, Innovatie en de digitale economie | Industriële Zaken  | PS     |
|         | Kader Arif             | Veteranen Zaken                                                        | Defensie           | PS     |